# Tapinillus longipes
Tapinillus longipes är en spindelart som först beskrevs av Władysław Taczanowski 1872.  Tapinillus longipes ingår i släktet Tapinillus och familjen lospindlar. Inga underarter finns listade i Catalogue of Life.